# Habrocestum punctiventre
Habrocestum punctiventre là một loài nhện trong họ Salticidae.
Loài này thuộc chi Habrocestum. Habrocestum punctiventre được Eugen von Keyserling miêu tả năm 1882.